# Maléfica
Maléfica es un personaje ficticio que apareció en la película animada La bella durmiente (1959) de Walt Disney Productions, una adaptación del cuento homónimo de Charles Perrault y de los Hermanos Grimm. Es una bruja y hada malvada de ojos verdes que hechiza a la protagonista, la princesa Aurora, la Bella Durmiente tras no ser invitada por su madre y su padre, el Rey Estéfano y la Reina Leah, a su bautizo. Es considerada una de las villanas más malvadas de las películas animadas de Disney, formando parte de la franquicia Villanos Disney. La voz de Maléfica estuvo a cargo de la actriz Eleanor Audley.
En 2014 Disney estrenó una nueva versión de la historia, Maléfica, centrada en el personaje. En esa versión fue interpretada por Angelina Jolie, quien la volvió a encarnar en la secuela Maleficent: Mistress of Evil de 2019.

## Descripción general
Maléfica es una bruja alta, delgada, seria, gótica, terrorífica, vestida con un vestido negro y largo, adornado también con tonos morados en forma de llamas de fuego, con dos cuernos negros en la cabeza y cuando lanza un hechizo alza sus manos en forma de cruz y mientras recita su hechizo salen llamas verdes alrededor de ella. Es una siniestra y poderosa hechicera, carente de cualquier comicidad, y a menudo es considerada uno de los personajes más malvados de Disney. Es responsable de hacer caer toda desgracia sobre el reino del Rey Estéfano y de la Reina Flor, los padres de Aurora.
Fue animada por Marc Davis, interpretada en su versión original por Eleanor Audley, que también dio voz al malvado personaje de Lady Tremaine, la madrastra de Cenicienta. En la versión de 1959 en español de América fue doblada por Rosario Muñoz Ledo y en el re-doblaje de 2001, también en español de América, fue doblada de nuevo y por segunda y nueva vez por Mayra Rojas.

## Apariencia

### La Bella Durmiente
Maléfica es una mujer de mediana edad y a la vez, una malvada bruja, alta y delgada, con piel verdosa, cuernos negros, ojos amarillos y una sombra morada en los párpados. Viste un vestido negro y una gran capa negra con morado. Originalmente, estaba previsto que la capa estuviera adornada con rojo y no con morado. La decisión de cambiar el color rojo por el color morado fue tomada por Eyvind Earl, ya que el ambiente de la película es bastante verde y el morado es el color complementario que combina mejor con el verde.

### Maléfica
Maléfica, en la película del 2014 es interpretada por Angelina Jolie, muestra un aspecto un tanto distinto al de la película animada La Bella Durmiente, ya que en esta versión de carne y hueso nos desvelan los acontecimientos que llevarán a Maléfica, el hada protectora de las Ciénagas, a ser conocida como la bruja malvada. Conoceremos su lado bueno, protector y confiado de heroína y protagonista de la película, para pasar a ser la co-villana y co-antagonista de la misma. Siendo el malo principal de esta película el propio Estéfano, de origen humilde y futuro padre de la princesa Aurora (la Bella Durmiente), cegado por su ambición que ve la oportunidad de ser coronado rey y la aprovecha. En esta versión de la película, el maquillaje de Maléfica cambia ya que no tiene la piel de color verde, si no de un color blanco muy pálido. En cuanto a su vestimenta, al principio de la película lleva el pelo suelto con sus respectivos cuernos, unas enormes alas de águila que le permiten volar, y un vestido sencillo un poco largo de colores tierra. Luego, al perder sus alas, su aspecto cambia poco siendo el único cambio el bastón que usará como apoyo al andar, y que se convertirá en su bastón de hechicera y bruja malvada. El verdadero cambio llega en el bautizo de la Princesa Aurora, la Bella Durmiente, la única hija del Rey Estéfano y de la Reina Flor, donde Maléfica aparece ya caracterizada como la villana de la película animada de la Bella Durmiente, en un vestido largo y negro, una larga capa negra, y el pelo recogido debajo de una pieza de cuero que le envuelve toda la zona del cabello y sus cuernos. También lleva a Diaval, en su forma natural de cuervo pero lo convierte en un humano cada rato, posado en la cima de su bastón de hechicera y bruja malvada.

## Películas

### La Bella Durmiente
Maléfica hace su debut en la película de animación La Bella Durmiente de 1959. Tras no ser invitada al bautizo de la Princesa Aurora, Maléfica hace aparición y lanza un hechizo a Aurora cuando todavía era un bebé recién nacido diciendo que "al cumplir los dieciséis años, antes de que el sol se ponga, se pinchará el dedo con el huso de una rueca y morirá" y tal cual Maléfica lo predijo este hechizo todo esto exactamente ocurrió antes de la puesta del sol del día que la Princesa Aurora cumpliera los dieciséis años pero Primavera, la última de las tres hadas buenas, Flora, Fauna y Primavera, que en ese momento le estaban otorgando sus dones a la Princesa Aurora logró hacer este hechizo menos perturbador al decir que el hechizo se podría romper con un beso de amor verdadero.

### Películas deMaléfica

#### Maléfica
En 2014 se estrenó Maléfica, una película de acción real que narra la historia de la más cruel y sensacional villana de todas. Con actores reales, esta película está protagonizada por la actriz Angelina Jolie como Maléfica, la malvada bruja y hada malvada; Elle Fanning como la Princesa Aurora, la Bella Durmiente; y Brenton Thwaites como el Príncipe Felipe. La caracterización de Maléfica duró 4 horas y la película fue grabada en un castillo de verdad.
Readaptación de la película de Walt Disney, la Bella Durmiente, con actores de carne y hueso que narra los orígenes del hada Maléfica hasta convertirse en la bruja malvada y de como le llevó a maldecir a la Princesa Aurora, la Bella Durmiente, cuando era un bebé en su bautizo. La maldición solo podrá ser revertida por un beso de amor verdadero que según Maléfica no existe hasta que se demuestra que sí. Pero no como lo cuentan y muestran en la película animada anterior de 1959 donde es un Príncipe Azul desconocido, el príncipe Felipe, quien logra despertarla de su sueño con un beso de "amor verdadero"; sino que la persona que la verá crecer de bebé a joven, protegiéndola en ocasiones, hablando con ella, dándose a conocer, sacrificándose y enamorándose, será quien al final le dará el beso de amor verdadero y logrará despertarla de la maldición será Maléfica, y no el recién conocido Príncipe Felipe. La película Maléfica también narra la historia de la Princesa Aurora, la Bella Durmiente, contada desde su perspectiva. 
La película comienza cuando Maléfica, antes de ser una bruja malvada, era un hada y una bellísima joven con un corazón puro y unas asombrosas y enormes alas de águila color marrón café. Crece en un entorno idílico, un apacible reino en el bosque, hasta que un día llega un joven niño campesino llamado Stefan, el futuro Rey Stefan, el padre de la Princesa Aurora, con el cual a los 16 años tienen un beso de amor verdadero entre los dos. Pero al final Stefan a Maléfica la traiciona y le quita sus enormes alas de águila con hierro (sustancia letal para Maléfica). Maléfica se erige en la temible protectora de su reino, pero al final es objeto de una despiadada traición que endurecerá su corazón hasta convertirlo en piedra y que desde este punto debido al haber sido Maléfica el objeto de la despiadada traición hecha por el Rey Stefan, el padre de la Princesa Aurora, fue lo que hizo que Maléfica dejase de ser un hada y que llegara convertirse en una temible y malvada bruja.

#### Maleficent: Mistress of Evil
En 2019 se estrenó Maleficent: Mistress of Evil, secuela de la película de 2014. Tras acompañar a Aurora para conocer a los padres del Príncipe Philip, la madre de este, la Reina Ingrith, intenta provocar una guerra entre humanos y hadas creando la impresión de que Maléfica ha lanzado otra maldición sobre el Rey John, obligándola a huir del reino, y siendo rescatada por otros de su misma especie, conocidas como "Hadas Oscuras".
Ingrith casi destruye a las hadas después de idear una nube de polvo rojo que convertirá a todas las hadas expuestas a ella en plantas, pero durante el ataque de las Hadas Oscuras al reino, Aurora descubre la verdad y es capaz de convencer a ambos bandos de que se retiren, con Philip apelando a sus propios soldados mientras Aurora se enfrenta a Maléfica. Después de afirmar que todavía considera a Maléfica como su madre, Aurora es derribada de una torre por Ingrith, pero Maléfica puede salvarla, poniendo fin al conflicto cuando rompe la maldición sobre el Rey y convierte a la Reina en una cabra. Con la paz restaurada, Maléfica acompaña a Aurora por el pasillo para su boda con Philip, y más tarde le asegura a Aurora que regresará cuando nazca su primer hijo.

### Películas deDescendants
En la película para televisión Descendants (2015), Maléfica, interpretada por Kristin Chenoweth, es una de los muchos villanos que fueron encerrados en la Isla de los Perdidos. Ella es la gobernante de la isla, y la líder de los villanos. Ella tiene una hija, Mal, la cual es aceptada para estudiar en la Academia Áuradon, por lo que Maléfica aprovecha la oportunidad para pedirle a su hija que robe la varita del Hada Madrina de Cenicienta. Cuando la barrera de la Isla de los Perdidos se rompe brevemente, Maléfica aprovecha para escapar a Áuradon, y allí petrifica a todos para poder robar la varita. Pero Mal se enfrenta a su madre, la cual se transforma en un dragón, pero Mal lanza un hechizo sobre Maléfica, la cual termina siendo transformada en un diminuto lagarto.
Maléfica aparece todavía transformada en lagarto en Descendants 2 (2017), siendo llevada por su hija a la Isla de los Perdidos, donde termina en las calles de la isla. Aunque Maléfica no aparece en Descendants 3 (2019), se revela que Hades es su exmarido y padre de Mal.
Ella aparece en el especial de televisión animado Descendants: The Royal Wedding (2021), todavía convertida en lagarto, donde asiste a la boda de Mal y Ben.
Una Maléfica adolescente aparece en la película derivada Descendants: The Rise of Red (2024), interpretada por la actriz Marissa Kruep.

### Lego Disney Princess: The Castle Quest
Maléfica, en su forma de dragón, aparece como una antagonista secundaria en el especial de televisión Lego Disney Princess: The Castle Quest (2023). Ella ayuda a Gastón en su intento de acabar con las princesas, las cuales notan que su ala está dañada y ayudan a restaurarla. Esto lleva a que Maléfica se ponga del lado de las princesas, y ella se encarga de derrotar a Gastón mientras las princesas se marchan.

## Series de televisión

### House of Mouse
Maléfica suele hacer apariciones a modo de cameo en la serie de animación House of Mouse, siendo parte del público en el club titular. Su única participación relevante es en el episodio "Halloween with Hades", donde Hades se enamora de ella e intenta conquistarla. También aparece en la película directa a vídeo de la serie, Mickey's House of Villains, siendo una de los villanos que se apoderan del club, también siendo parte del número musical "It's Our House Now" junto a los demás villanos.

### Érase una vez
En la serie Érase una vez, Maléfica es interpretada por Kristin Bauer. Ella es una poderosa y siniestra bruja que puede convertirse en un dragón, que fue encerrada por Regina Mills, la Reina Malvada, la malvada madrastra de Blancanieves, pero fue destruida por Emma Swan al buscar una poción de amor para sus padres.
En la cuarta temporada, Maléfica resurge de sus cenizas por el odio que sentía por Blancanieves con la ayuda de la Reina Malvada, la malvada madrastra de Blancanieves, Cruella de Vil, Úrsula y Rumpelstiltskin. Maléfica quiere vengarse de Blancanieves y el Príncipe Encantador porque en el pasado secuestraron a su hija para asesinarla y así asegurar la pureza de su propia hija, sin embargo su hija Lilith no murió sino que fue enviada al mundo de los mortales junto con Cruella de Vil y Úrsula por culpa del hechicero por las órdenes del Autor. Al descubrir que la hija de Maléfica está viva y vive en el mundo de los mortales, esta le pide a Emma Swan que la busque ya que se encuentra fuera de Storybrooke y no puede salir de allí. Emma Swam encuentra a Lilith y la reúne con Maléfica en Storybrooke. Al final Maléfica perdona a Blancanieves y al Príncipe Encantador porque le ayudaron a encontrar a Lilith convertida en dragón y calmarla. Wn el último episodio, "Leaving Storybrooke", se menciona que el padre de Lilith era el Zorro, de quien nadie sabía que era un dragón.
En la serie derivada Érase una vez en el País de las Maravillas, Robin Hood y sus Hombres Alegres se infiltran en el castillo de Maléfica en el episodio "Forget Me Not". Aunque ella no hace una aparición física, y solamente son escuchados sus rugidos de dragón cuando descubre que hay intrusos.

## Videojuegos

### Saga deKingdom Hearts
Maléfica es uno de los villanos de Disney más importantes en la saga de videojuegos de Kingdom Hearts, siendo un enemigo importante en casi todos los juegos, y una de los principales adversarios del protagonista Sora.
Suele aparecer en Bastión Hueco en el primer Kingdom Hearts, intentando robarle el corazón a las Siete Princesas del Corazón, usando para ello a Riku. En Chain of Memories intenta hacer lo mismo.
En Kingdom Hearts II, resucita gracias a su cuervo Diablo, y con la ayuda de Pete, pretende conseguir una nueva base de operaciones y un nuevo ejército de villanos.
En Birth by Sleep se descubren sus orígenes con la oscuridad, diciendo que el Maestro Xehanort le habló sobre el poder de la oscuridad, y por ello ha intentado desde siempre conseguir dominarla.
En Kingdom Hearts coded intenta dominar todo el Binagrama (Diario de Pepito virtual) provocando errores en los mundos virtuales, con ayuda de Pete.

### Disney Infinity
Maléfica hace una aparición en el videojuego Disney Infinity 2.0, como una figura interactiva jugable dentro de la plataforma, con su aspecto en la película Maléfica.